# Söréd
Söréd is een plaats (község) en gemeente in het Hongaarse comitaat Fejér. Söréd telt 505 inwoners (2007.12.31).